# Pacific Junction (Iowa)
Pacific Junction es una ciudad ubicada en el condado de Mills en el estado estadounidense de Iowa. En el censo de 2010 tenía una población de 471 habitantes y una densidad poblacional de 240,23 personas por km².

## Geografía
Pacific Junction se encuentra ubicada en las coordenadas 41°1′5″N 95°47′58″O / 41.01806, -95.79944. Según la Oficina del Censo de los Estados Unidos, Pacific Junction tiene una superficie total de 1.96 km², de la cual 1.96 km² corresponden a tierra firme y (0%) 0 km² es agua.

## Demografía
Según el censo de 2010, había 471 personas residiendo en Pacific Junction. La densidad de población era de 240,23 hab./km². De los 471 habitantes, Pacific Junction estaba compuesto por el 95.97% blancos, el 0% eran afroamericanos, el 0.64% eran amerindios, el 0% eran asiáticos, el 0.42% eran isleños del Pacífico, el 1.27% eran de otras razas y el 1.7% pertenecían a dos o más razas. Del total de la población el 2.12% eran hispanos o latinos de cualquier raza.